# Rybinsky (huyện của Yaroslavl)
Huyện Rybinsky (tiếng Nga: ? райо́н) là một huyện hành chính tự quản (raion), của Tỉnh Yaroslavl, Nga. Huyện có diện tích 2162 kilômét vuông, dân số thời điểm ngày 1 tháng 1 năm 2000 là 32200 người. Trung tâm của huyện đóng ở Rybinsk.